# Przemysław I Noszak
Przemysław I Noszak (circa 1332/1336 - 23 mei 1410) was van 1358 tot 1410 hertog van Teschen, van 1358 tot 1359 en van 1368 tot 1410 hertog van Siewierz, van 1358 tot 1405 hertog van Bytom, van 1384 tot 1404 en van 1406 tot 1410 hertog van de helft van Glogau en Ścinawa en van 1401 tot 1410 hertog van Toszek. Hij behoorde tot de Silezische tak van het huis Piasten.

## Levensloop
Hij was de derde zoon van hertog Casimir I van Teschen en diens echtgenote Euphemia, dochter van hertog Trojden I van Czersk. Aanvankelijk leek het dat hij weinig kans had om een deel van de gebieden van zijn vader te erven, maar dit veranderde na de dood van zijn oudere broers Wladislaus (in 1355) en Bolesław (in 1356). Vanaf dan was hij namelijk de hoofderfgenaam van zijn vader.
Vanaf 1355 verbleef Przemysław aan het hof van keizer Karel IV in Praag en dit was het begin van zijn politieke loopbaan. In 1356 kreeg hij er de functie van hofrechter na de dood van zijn broer Wladislaus. Na de dood van zijn vader in 1358 kreeg hij ook de volle soevereiniteit over de hertogdommen Teschen, Siewierz en de Bytom zonder zijn diplomatieke loopbaan te beëindigen. 
Przemysław werd vrij snel een van de belangrijkste figuren aan het hof van keizer Karel IV, waardoor de keizer hem talrijke (soms moeilijke) opdrachten toevertrouwde. Zo was hij in 1361 betrokken bij de alliantie die Praag afsloot met de markgraven van Brandenburg en was hij mee verantwoordelijk dat Karel IV in 1373 het markgraafschap Brandenburg in handen kreeg na het einde van het bestuur door het huis Wittelsbach. Ook ontmantelde hij met succes de alliantie tussen de Duitse vorsten en koning Lodewijk I van Hongarije.
In 1380 werd hij naar Parijs gezonden om een alliantie tussen Bohemen en Frankrijk tot stand te brengen. De missie was echter onsuccesvol. Ook probeerde hij tevergeefs voor vrede te zorgen tussen Frankrijk en Engeland, die betrokken waren in de Honderdjarige Oorlog. Daarna onderhandelde Przemysław het huwelijk van prinses Anna van Bohemen, de dochter van Karel IV, en koning Richard II van Engeland. Als wederdienst voor de succesvolle onderhandelingen kreeg Przemysław van Richard II een jaarlijks salaris van 500 pond toegewezen. De onderhandelingen van Engeland verbeterden ook de relatie tussen Przemysław en Karels opvolger Wenceslaus IV. Wenceslaus, naast koning van Bohemen ook Rooms-Duits koning, benoemde de hertog van Teschen daarop tot zijn vicaris in de Duitse gebieden. In zijn nieuwe functie werden Przemysławs diplomatieke vaardigheden gebruikt om verschillende conflicten bij de lokale adel op te lossen. 
Vanaf de tweede helft van de jaren 1380 werd Przemysław ook actief in de interne Boheemse politiek. Zo was hij in 1386 gouverneur van Bohemen toen koning Wenceslaus IV tijdelijk afwezig was. De spanningen tussen de lokale en buitenlandse adel escaleerden hierdoor en Przemysław werd al snel afgezet als gouverneur door de Boheemse adel en vervangen door hertog Jan II van Ratibor. Dit zorgde voor een diepe vijandigheid tussen beide hertogen met als hoogtepunt de moord op de oudste zoon van Przemysław, hertog Przemysław van Auschwitz in opdracht van hertog Jan II van Ratibor en die in 1406 plaatsvond. Het conflict zou uiteindelijk in 1407 beëindigd worden door de ondertekening van een vredesverdrag in Żory.
Door de onstabiele politieke situatie in Bohemen nam ook het banditisme in de grensgebieden enorm toe. Przemysław begon daarop diplomatieke onderhandelingen met koning Wladislaus II Jagiello van Polen en dit resulteerde in 1397 tot een verdrag waarbij beide partijen het banditisme in de grensgebieden beloofden tegen te gaan. Przemysław won ook het vertrouwen van de Poolse koning en werd in 1397 benoemd tot gouverneur van Krakau, wat hij bleef tot in 1401. De hertog van Teschen nam in 1410 ook deel aan de onderhandelingen met de Poolse afdeling van de Duitse Orde, maar zonder positief resultaat.
Vanaf 1378 leidde Przemysław aan jicht. Hierdoor werd de voorheen erg krachtige hertog van Teschen uiteindelijk compleet invalide en moest hij zich voortaan verplaatsen in een draagstoel. Hiervan komt zijn bijnaam Noszak vandaan. Toen de ziekte steeds erger werd, moest Przemysław zich in 1396 zelfs terugtrekken als bemiddelaar in de Boheemse politiek. 
Tijdens zijn regering als hertog van Teschen breidde Przemysław zijn grondgebied uit. Zo bemachtigde hij de districten Toszek, Pyskowice en de helft van de districten Bytom en Gleiwitz. In 1359 moest hij echter het district Siewierz voor 2.300 muntstukken verkopen aan hertog Bolko II van Schweidnitz, dat hij in 1368 terug kon bemachtigen toen Bolko II kinderloos kwam te overlijden. Door na het conflict met hertog Koenraad I van Oels de helft van de districten Bytom en Gleiwitz te bemachtigen, breidde hij zijn gebied uit naar het zuiden. Van 1378 tot 1382 bezette hij dan weer de stad Żory, die in handen was van de hertogen van Ratibor. Uiteindelijk kon hij in 1384 met de steun van Wenceslaus IV ook de helft van de districten Glogau en Ścinawa bemachtigen en in 1385 kocht hij de stad Strzelin over van hertog Bolko III van Münsterberg. In 1372 kreeg hij van keizer Karel IV dan weer de stad Zator aan zijn gebied toegevoegd en in 1401 veroverde hij de stad Toszek.
Als dichtste mannelijke familielid van hertog Jan III van Auschwitz bemachtigde Przemysław ook het recht om diens hertogdom te erven als Jan III zonder mannelijke nakomelingen zou komen te overlijden. Toen dit in 1405 effectief gebeurde, erfde de hertog van Teschen het hertogdom Auschwitz. Hij stond het hertogdom en de stad Zator echter onmiddellijk af aan zijn oudste zoon en naamgenoot Przemysław, die in 1404 ook al de helft van de districten Glogau en Ścinawa in handen had gekregen. Toen zijn oudste zoon in 1406 stierf, keerden de helft van Glogau en Ścinawa terug naar Przemysław. Het hertogdom Auschwitz ging echter naar zijn minderjarige kleinzoon Casimir I, waardoor Przemysław regent werd in naam van zijn kleinzoon. Zijn andere zoon Bolesław I had in 1405 de districten Bytom en Toszek toegewezen gekregen.
Przemysław wordt beschouwd als een van de meest bekwame hertogen van Teschen. Hij was een bekwame diplomaat en onderhandelaar, maar over zijn binnenlandse politiek is erg weinig geweten. Hij stierf in 1410 en werd begraven in het dominicanenklooster van Teschen.

## Huwelijk en nakomelingen
Rond het jaar 1360 huwde hij met Elisabeth (circa 1347/1350 - 1374), dochter van hertog Bolesław van Bytom. Ze kregen volgende kinderen:
- Przemysław (circa 1362 - 1406), hertog van Auschwitz
- Bolesław I (circa 1363 - 1431), hertog van Teschen
- Margaretha (circa 1365/1370 - 1413), huwde met Sir Simon Bigod de Felbrigg
- Anna (circa 1374 - circa 1405/1420), huwde in 1396 met hertog Hendrik IX van Lubin